# Koppardyna
Koppardyna (Hypoxylon rubiginosum) är en svampart som först beskrevs av Christiaan Hendrik Persoon, och fick sitt nu gällande namn av Elias Fries 1849. Koppardyna ingår i släktet Hypoxylon och familjen kolkärnsvampar.  Arten är reproducerande i Sverige.Utöver nominatformen finns också underarten microsporum.

## Källor

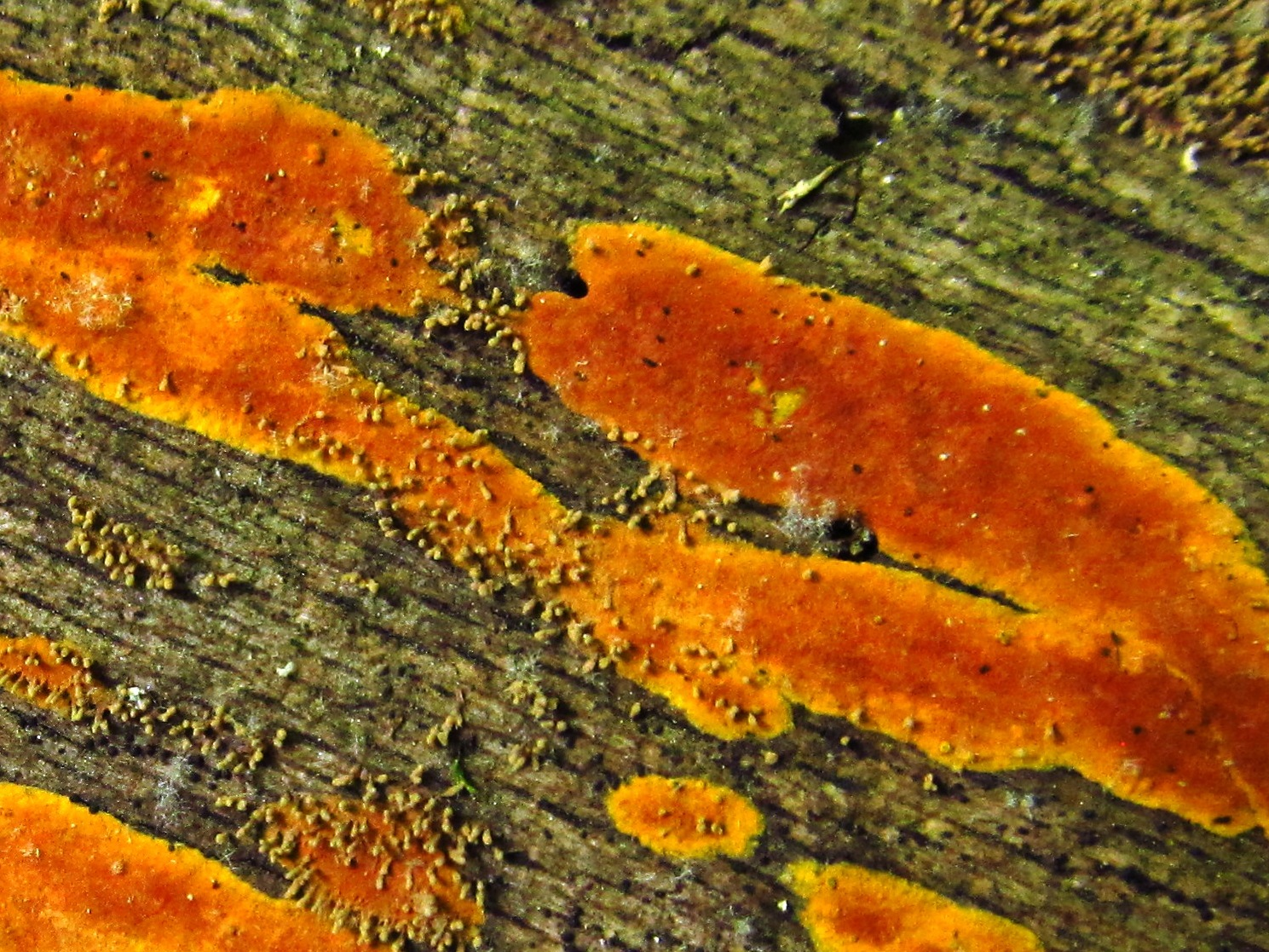
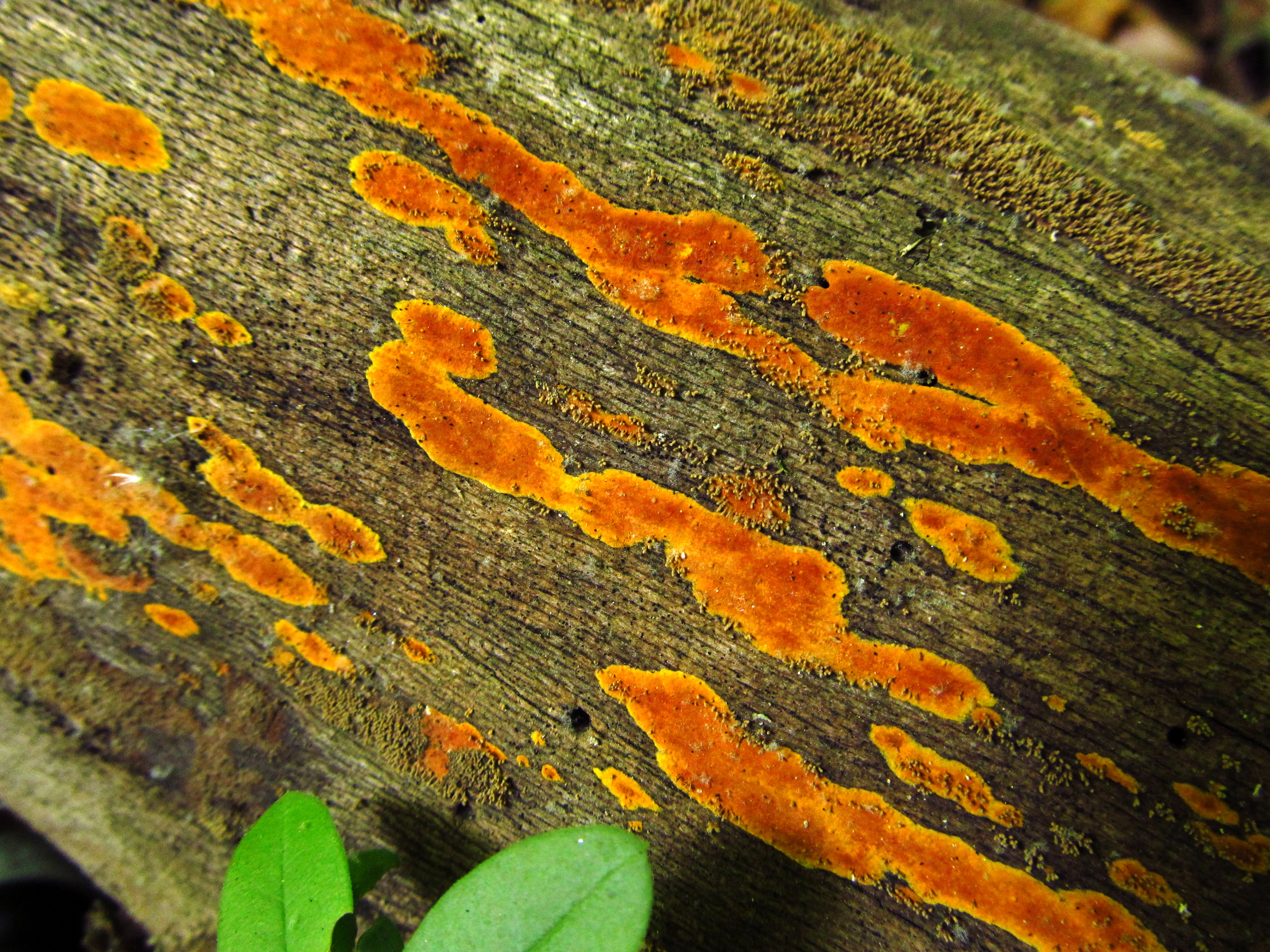
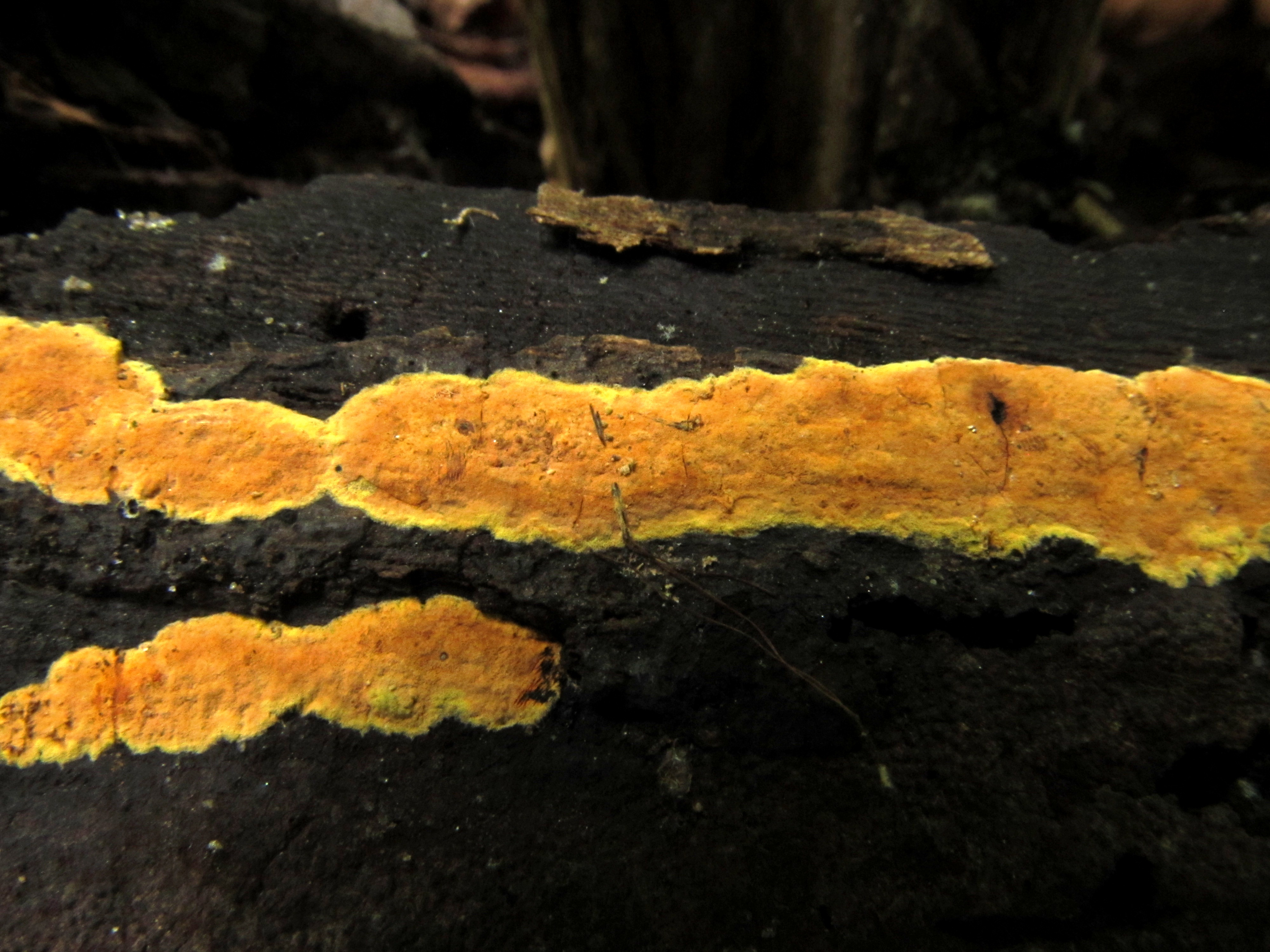